# Norveška na Dječjoj pjesmi Eurovizije
Norveška je tri puta nastupala na Dječjoj pjesmi Eurovizije. Nakon dvogodišnjeg lošeg plasmana, premda je 2005. osvojila treće mjesto, Norveška je odlučila više ne sudjelovati na ovoj glazbenoj manifestaciji.

## Predstavnici
- 2003.: 2U | Sinnsykt Gal Forelsket | 13. mjesto (18 bodova)
- 2004.: @lek | En Stjerne Skal Jeg Bli | 13. mjesto (12 bodova)
- 2005.: Malin | Sommer Oy Skoletri | 3. mjesto (123 boda)